# Соната для клавира № 16 (Моцарт)
Соната для клавира № 16 до мажор (K. 545) была написана Вольфгангом Амадеем Моцартом, как указано в составленном им каталоге, 26 июня 1788 года. Соната была впервые опубликована в 1805 году, уже после смерти Моцарта. Типичное исполнение произведения длится около 11 минут. Композиция наиболее известна по теме первой части.
Моцарт написал эту сонату для начинающих пианистов, и благодаря этому она получила второе название ― «Лёгкая соната» (итал. Sonata facile). В 1876—1877 годах Эдвард Григ переложил сонату для двух фортепиано, добавив дополнительную нижнюю партию (в верхней партии по сравнению с оригиналом не было сделано никаких изменений).

## Структура
В сонате три части:
- 1. Allegro, 4/4 ― написана в сонатной форме

Audio playback is not supported in your browser. You can download the audio file.
- 2. Andante, 3/4 ― в соль мажоре

Audio playback is not supported in your browser. You can download the audio file.
- 3. Rondo: Allegretto, 2/4

Audio playback is not supported in your browser. You can download the audio file.